# (500584) 2012 UX89
(500584) 2012 UX89 es un asteroide perteneciente al cinturón de asteroides descubierto el 21 de octubre de 2012 por el equipo del Pan-STARRS desde el Observatorio de Haleakala, Hawái, Estados Unidos.

## Designación y nombre
Designado provisionalmente como 2012 UX89.

## Características orbitales
2012 UX89 está situado a una distancia media del Sol de 2,336 ua, pudiendo alejarse hasta 2,755 ua y acercarse hasta 1,917 ua. Su excentricidad es 0,179 y la inclinación orbital 4,022 grados. Emplea 1304,42 días en completar una órbita alrededor del Sol.

## Características físicas
La magnitud absoluta de 2012 UX89 es 17,7. 